# 道の駅かくだ
道の駅かくだ（みちのえき かくだ）は、宮城県角田市にある宮城県道272号角田山下線の道の駅である。

## 施設
- 駐車場 138台[4]
  - 大型車 8台
  - 小型車 126台
  - 身障者用 3台
  - EV充電用 1台
- 2輪車用駐輪場[4]
- トイレ 24器[4]
  - 男
    - 大 5器
    - 小 7器
    - 幼児用 1器

  - 女
    - 大 9器
    - 幼児用 1器

  - パウダールーム
  - オストメイト利用者対応の多機能トイレ 1室
  - 授乳室 1室
- 公衆電話[4]
- 情報案内休憩室
- 農産物直売所
- 農産加工室
- フードコート
- 屋根付広場
- 休憩広場

## 営業時間
- 直売所 9:00 - 18:30[4]
- フードコート 11:00 - 17:00[4]
- 案内窓口 9:00 - 18:30[4]

## アクセス
- 車でのアクセス[5]
  - 仙台方面から約60分 (40 km)
    - E4 東北自動車道 白石ICから約35分 (22 km)
    - E6 常磐自動車道 山元ICから約10分 (6.6 km)
- 鉄道でのアクセス[5]
  - 仙台方面から約50分
    - 東北本線（上り線：仙台駅 - 槻木駅）槻木駅下車、乗り換え阿武隈急行（上り線：槻木駅 - 角田駅）

  - 福島方面から約60分
    - 阿武隈急行（下り線：福島駅 - 角田駅）

## 周辺
- 角田中央公園